# Theodore D. Kemper
Theodore D. Kemper (* 29. Dezember 1926 in Brooklyn, New York City; † 17. Januar 2024 in Westport, Connecticut) war US-amerikanischer Soziologe. Er war Professor der St. John’s University in New York City.

## Lehre
Kemper gilt als ein Pionier der Emotionssoziologie. Mit Randall Collins hat er die Macht-Status-Theorie entwickelt, worin sie behaupten, dass starke Emotionen hervorgerufen werden, wenn Macht- und Statusverhältnisse in sozialen Beziehungen sich ändern. Behalten oder gewinnen Individuen an Macht oder Status, fühlen sie sich Kemper zufolge zufrieden, sicher und vertrauensvoll; verlieren sie hingegen Macht oder Status, bekommen sie Angst, fürchten sich und verlieren Vertrauen.
Kemper unterscheidet zwischen strukturellen, situationsbezogenen und antizipatorischen Emotionen. Als strukturelle Emotionen bezeichnet er affektive Zustände, die sich aus relativer Macht und relativem Status innerhalb der Sozialstruktur ergeben, als situationsbezogene Emotionen diejenigen, die sich durch Änderungen von Macht und Status durch soziale Interaktion ergeben und als antizipatorische Emotionen diejenigen, die aus der Erwartung von Macht und Status entstehen.
Im Lichte dieser Auffassungen betrachtete er auch Liebe und Zuneigung.

## Publikationen
- Theodore D. Kemper: Social Structure and Testosterone: Explorations of the Socio-Bio-Social Chain, Rutgers University Press, Juni 2006, ISBN 978-0-8135-1551-9
- Theodore D. Kemper: Power and Status and the Power-Status Theory of Emotions, Handbook of the Sociology of Emotions: Handbooks of Sociology and Social Research, 2006, Teil II, S. 87–113, doi:10.1007/978-0-387-30715-2_5
- Theodore D. Kemper: Fantasy, females, sexuality, and testosterone, Behavioral and Brain Sciences, Cambridge University Press, Band 21, Nr. 3, S. 378–379, 1998 - Zusammenfassung (englisch)
- Theodore D. Kemper: Research Agendas in the Sociology of Emotions, American Ethnologist, Band 20, Nr. 1, S. 192–193, Februar 1993, doi:10.1525/ae.1993.20.1.02a00120
- Theodore D. Kemper: Research Agendas in the Sociology of Emotions, 1990, ISBN 978-0-7914-0269-6 - Zusammenfassung (englisch)
- Theodore D. Kemper: A Social Interactional Theory of Emotions, John Wiley & Sons Inc., 1978, ISBN 978-0-471-01405-8
- Theodore D. Kemper: Mate selection and marital satisfaction according to sibling type of husband and wife, Journal of Marriage and the Family, August 1966, S. 346–349. JSTOR:349886